# ステファン・ゾルテス
ステファン・ゾルテス（Stefan Soltesz, ハンガリー語: Soltész István（ショルテース・イシュトヴァーン）、1949年1月6日 - 2022年7月22日）は、ハンガリー出身の指揮者。

## 経歴
1949年、ニーレジハーザ生まれ。ウィーン音楽院でディーター・ウェーバー、フリードリヒ・チェルハ、ラインホルト・シュミット、ハンス・スワロフスキーに師事した。1971年にアン・デア・ウィーン劇場にて指揮者デビュー。
1973年から1983年までウィーン国立歌劇場のコレペティートルを務め、その間にザルツブルク音楽祭でカール・ベーム、クリストフ・フォン・ドホナーニやヘルベルト・フォン・カラヤンらの助手を務め、1979年から1981年までグラーツ歌劇場に客演して経験を積んだ。1983年からハンブルク国立歌劇場に移り、1987年にはベルリン・ドイツ・オペラの指揮者陣に加わる。1988年からブラウンシュヴァイク歌劇場の音楽監督に就任し、1992年には[フランデレン歌劇場の首席指揮者に転任。1997年から2013年までエッセンのアールト劇場の支配人兼音楽監督となり、同地のエッセン・フィルハーモニー管弦楽団も指揮した。